# Ypsilanti (geslacht)
Ypsilanti, ook wel Ypsilantis (Grieks: Υψηλάντης, Roemeens: Ipsilanti) of Hypsilanti, is een Griekse familie behorende tot de Fanarioten die beweert af te stammen van de Comnenen. De Ypsilanti waren een invloedrijke familie binnen het Ottomaanse Rijk, met name in de 18e en 19e eeuw. De oorsprong van familie ligt in de Pontische gemeenschap Ypsil (Arpaözü) in het district Kadahor (Çaykara), ten oosten van Trabzon. In de 19e eeuw financierde de familie het Griekse onderwijs in deze regio. Verschillende leden van dit geslacht waren drogman en hospodar van vorstendommen in de Balkan zoals Moldavië en Walachije. Andere speelden een rol in de Griekse Onafhankelijkheidsoorlog tegen het Ottomaanse Rijk.

## Belangrijke telgen

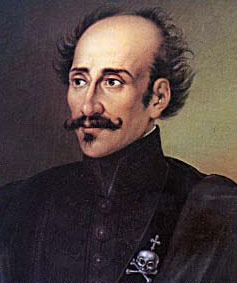
Alexander Ypsilanti (1792-1828)

- Alexander (Alexandros) Ypsilanti (1725-1805), drogman van de Verheven Porte, hospodar van Walachije (1774-1782)
- Constantijn (Konstantinos) Ypsilanti († 1816), zoon van Alexander; Grieks vrijheidsstrijder, later hospodar van Moldavië
- Alexander (Alexandros) Ypsilanti (1792-1828), zoon van Constantijn; Russisch militair, leidde een Griekse opstand tegen de Turken in de Donauvorstendommen
- Demetrios Ypsilanti (1793-1832), zoon van Constantijn; leider van een opstand tegen de Turken, in 1822 tot president van een wetgevende vergadering verkozen

De stad Ypsilanti in Michigan is vernoemd naar Demetrios.